# Eurydice truncata
Eurydice truncata är en kräftdjursart som först beskrevs av Norman 1868.  Eurydice truncata ingår i släktet Eurydice och familjen Cirolanidae. Arten har ej påträffats i Sverige. Inga underarter finns listade i Catalogue of Life.